# منى صليبا
منى صليبا هي مذيعة ومراسلة لبنانية من بتغرين، تقدم الأخبار في إم تي في.